# Echinogammarus lochites
Echinogammarus lochites is een vlokreeftensoort uit de familie van de Gammaridae. De wetenschappelijke naam van de soort is voor het eerst geldig gepubliceerd in 1956 door Margalef.